# Medalla del Mutilado
La Medalla de Mutilado por la Patria fue una condecoración española creada en 1938 para recompensar a aquellos militares que, debido a las heridas de guerra, hubieran perdido algún miembro de su cuerpo o su utilidad. Fue regulada por dos decretos:
- Decreto de 5 de abril de 1938 (BOE. Núm. 540) y definición de 10 de junio siguiente (BOE. Núm. 598); consistió en 1 escudo de plata oxidada con fondo de esmalte azul sobre el que va 1 aspa y las palabras «Franco» y «18 de julio de 1936», en el exergo «Mutilado de Guerra por la Patria», al dorso el Escudo Nacional. La cinta fue amarilla con 2 listas verdes y el pasador, macizo, llevaba grabado el lugar y la fecha de la acción que dio lugar a la concesión de la medalla.

- Reglamento de 1 de abril de 1977 (BOE. núm. 96). En el Art.º 125.º se estableció que esta recompensa fuese igual a la descrita en el Reglamento de 5 de abril de 1938. La de Mutilado en Acto de Servicio por la Patria la describía como la anterior con fondo y cinta verde y ese título en el exergo. El Art.° 130.º se determinó que los que no alcanzaran el grado de mutilación requerido para la concesión de la Medalla podrían ostentar 1 escudo de la misma forma que los descritos. Los diseños aparecieron en la OC. de 10 de junio de 1980 (DO. núm. 161) únicamente incluía la inscripción que la situada en el exergo y con el reverso liso.

La medalla de Mutilado por la Patria fue derogada por la disposición adicional primera de la Ley 17/1989, de 19 de julio, Reguladora del Régimen del Personal Militar Profesional, que supuso la desaparición de esta recompensa tras 51 años de existencia.
| Insignias y pasadores (Reglamento de 1 de abril de 1977) |                            |
|                                                          |                            |
| Concedida en Tiempo de Guerra                            | Concedida en Tiempo de Paz |